# 10. návštěvní expedice (ISS)
10. návštěvní expedice (zkráceně EP-10; rusky Десятая экспедиция посещения, ЭП-10) na Mezinárodní vesmírnou stanici (ISS) byla krátkodobá výprava brazilského kosmonauta Marcose Pontese na stanici. Po týdenním pobytu na ISS a splnění plánovaného programu se Pontes vrátil na Zem.

## Posádka

### Hlavní
- Marcos Pontes (1), účastník kosmického letu, INPE

V závorkách je uveden dosavadní počet letů do vesmíru včetně této mise.

### Záložní
- Sergej Volkov, palubní inženýr 2, CPK

## Průběh výpravy

### Přípravy
Mezinárodní vesmírná stanice (ISS) byla od začátku listopadu 2000 trvale osídlena lidmi. Základní posádky stanice byly do havárie Columbie střídány raketoplány, jako záchranné čluny jim sloužily lodě Sojuz. Po přerušení letů raketoplánů v důsledku havárie byla velikost základních posádek stanice snížena na dva kosmonauty, jejichž dopravu zajišťovaly Sojuzy. Třetí místo v lodích obsazovali členové návštěvních posádek, po týdnu se vracející na Zem starým Sojuzem.
O místo v Sojuzu TMA-8 startujícím v březnu 2006 projevila zájem brazilská kosmická agentura INPE. V září 2005 se zástupci INPE a Roskosmosu dohodli na podmínkách letu (smlouvu podepsali 18. října 2005) a od 13. října zahájil brazilský kosmonaut Marcos Pontes přípravu ve Středisku přípravy kosmonautů (CPK) v Hvězdném městečku. Pontesova mise dostala název „Centenario“ (Století).
Pontes měl původně letět roku 2004 v americkém raketoplánu, v letech 1998–2000 absolvoval výcvik letového specialisty, ale v únoru 2003 po zkáze Columbie byly lety raketoplánů přerušeny.
Jako náhradník Pontese se od února 2006 připravoval Sergej Volkov z oddílu kosmonautů CPK.

### Let

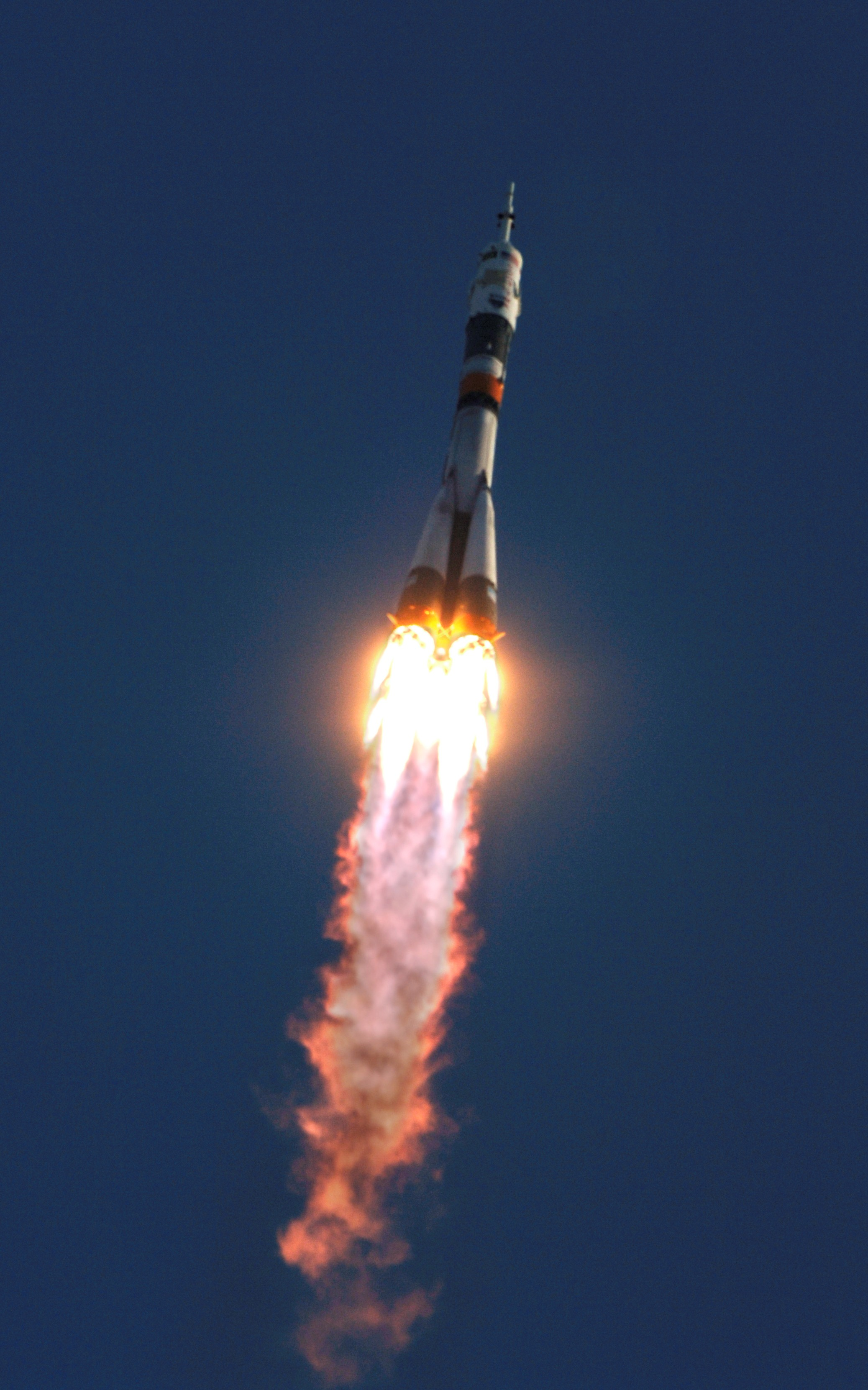
Start Sojuzu TMA-8, 30. března 2006

Pavel Vinogradov a Jeffrey Williams z Expedice 13 společně s Pontesem odstartovali 30. března 2006 ve 2:30 UTC z kosmodromu Bajkonur v lodi Sojuz TMA-8; po dvou dnech samostatného letu se 1. dubna ve 4:19 UTC spojili se stanicí.
Po spojení se kosmonauti uvítali se stálou posádkou ISS, vyložili náklad pro stanici a zahájili plánovanou činnost. Pontes se věnoval sledování klíčení semen rostliny Astronium fraxinifolium v mikrogravitaci v biologickém pokusu GOSUM. Dále biotechnologickým experimentům DNARM (studium procesů reparace molekul DNA poškozených ultrafialovým zářením v mikrogravitaci), SMEK (studium vlivu mikrogravitace na kinetiku enzymatických reakcí) a NIP (studium luminiscenčního chování roztoku luciferinu a luciferázy za přítomnosti ATP v mikrogravitaci). Provedl i dva technické pokusy: sledování termodynamických vlastností kapilátorního výparníku v experimentu CEMEX a zkoumání dynamiky kapalin (vody) v úzkých tepelných trubicích v mikrogravitaci v experimentu WMHP. Pedagogickým experimentem (nazvaným Seeds) bylo sledování gravitropismu u semenáčků fazole Phaseolus vulgaris v mikrogravitaci. S experimenty GOSUM a Seeds pomohl Pontesovi Valerij Tokarev.
Po týdenním pobytu na ISS se 8. dubna 2006 ve 20:28 UTC Pontes a vracející se posádka Expedice 12 v Sojuzu TMA-7 odpoutali od stanice a týž den v 23:47 UTC přistáli v severním Kazachstánu, nedaleko od Arkalyku.